# Інтонація (мовознавство)
Інтонація (від лат. intono — голосно виголошую) — сукупність так званих просодичних елементів, або надсегментних одиниць мовлення: мелодики (тону), ритму, темпу, наголосу. 
Надсегментні одиниці накладаються на лінійні одиниці мовлення не по одному, а в цілому, формуючи таким чином явище, що дістало назву інтона́ція, одиницею якої часто називають інтонаційну конструкцію. Інтонацію вивчає інтонологія.
Інтонація організовує мову фонетично, є засобом вираження різних синтаксичних значень і категорій, а також експресивного, емоційного чи стилістичного забарвлення. 
Основні функції інтонації:
- Комунікативна функція, тобто функція реалізації комунікативних типів висловлення (розповідні, питальні, спонукальні речення).

- Функція модальності. Вираження ставлення мовця до того, про що говориться.

- Емоційна функція. Вираження за допомогою мови психічного стану мовця, а також надання емоційних значень висловлення.

- Видільна функція. Полягає в інтонаційному виділенні певних частин висловлення, наприклад, головніших порівняно з другорядними в інформаційному плані.

- Конструктивна (конститутивна) функція. Завдяки інтонаційним засобам сегментні одиниці мовлення формуються у висловлення.

На думку Н. Плющ, О.Бас-Кононенко, З.Дудник (Плющ Н. та ін. СУЛМ. Фонетика, К., 2002), комунікативна функція інтонації є провідною. За метою висловлювання в українські мові розрізняються такі комунікативні типи висловлювань, як розповідь, питання, спонукання.
Інтонаційна конструкція розповідного висловлювання має висхідно-спадний або спадний рух основного тону, що означає завершеність думки. Разом зі спадом тону спадає і сила і темп вимови.
Інтонаційна конструкція питального речення зазвичай характеризується висхідним, висхідно-спадним і спадним тоном. Темп вимови питання як правило вищий за відповідь на нього в розповідній інтонації. Для запитання відчутними є особливості зміни ЧОТ на початку і в кінці вислову, швидкість спаду ЧОТ та інтенсивності.
Побудова інтонаційної моделі питального типу речення ускладнюється різними видами питання: питання про нову інформацію, питання-перепит, альтернативне питання, риторичне питання.
Інтонаційний контур спонукального речення визначається висхідно-спадним, рідше — спадним характером руху ЧОТ. Такий тип речення теж неоднозначний — може бути наказ, вимога, пропозиція, прохання, порада тощо.